# Dicksonia antarctica
Espèce
Dicksonia antarctica est une espèce de fougère arborescente originaire de Nouvelle-Galles du Sud, de Tasmanie et du Victoria en Australie.

## Description

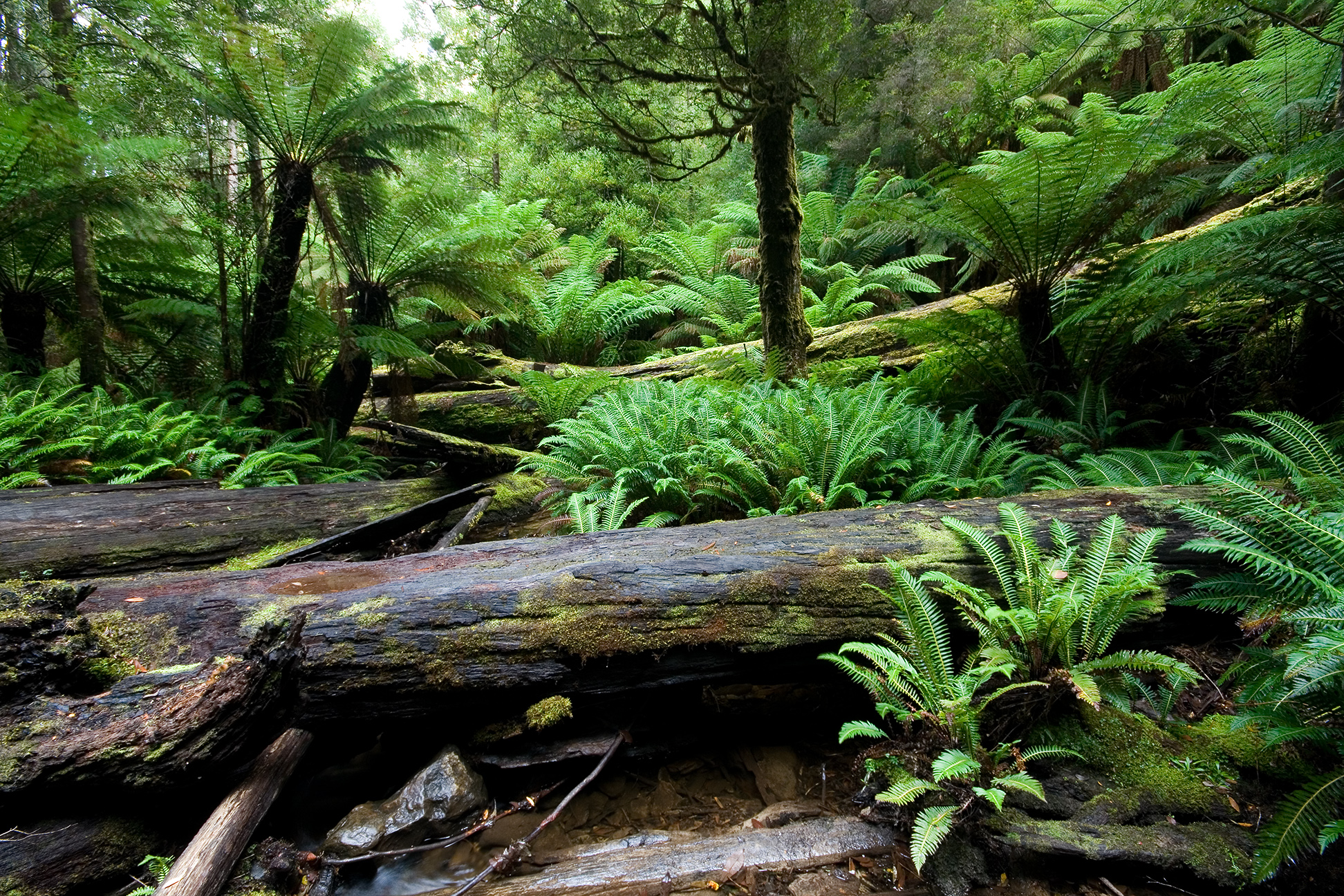
Dicksonia antarctica au Parc national du mont Field, en Australie.

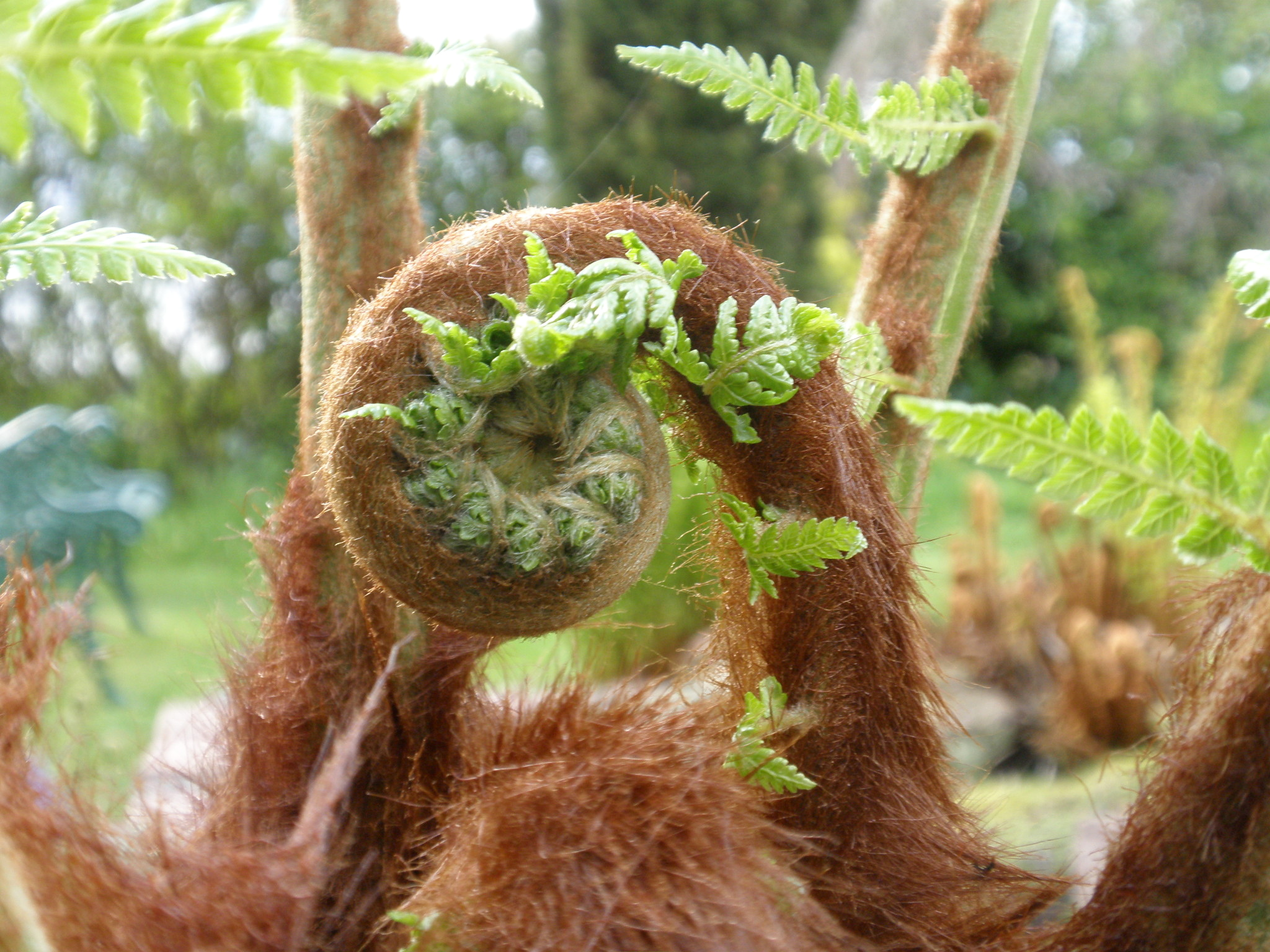
Jeune fronde

Elle peut atteindre 15 m de hauteur mais plus généralement la croissance s'arrête à 4,5 à 6 m, et consiste en un rhizome érigé formant un faux-tronc, ou stipe, densément couvert de débris d'anciens pétioles à la base, et portant de nombreux poils bruns, longs et épais, surtout en haut du stipe et à la base des frondes. La forme des stipes varie : certains sont droits, certains poussent courbes ou portent plusieurs têtes rapprochées.
Le stipe est généralement solitaire, sans stolons, mais peut produire des rejets. Ces derniers peuvent être coupés et, s'ils sont tenus constamment humides, les parties supérieure peuvent être replantées et donner de nouvelles racines. Le moignon, cependant, ne se régénère pas car il est fait de matière organique morte. Dans la nature, les stipes sont des hôtes pour une gamme de plantes épiphytes, comme d'autres fougères et des mousses.
Les grandes frondes, vert foncé, peuvent être bipennées ou tripennées ; elles sont nombreuses et mesurent de 2 à 4 m de longueur. Les frondes sont portées en groupes avec des frondes fertiles et stériles souvent en alternance dans les couches.
La fougère pousse de 3,5 à 5 cm par an et produit des spores à l'âge de 20 ans environ[réf. nécessaire]. Les sores jaunâtres ou brunâtres, situés sur la face inférieure des frondes fertiles, sont arrondis et près proches de la marge des pinnules.

## Reproduction

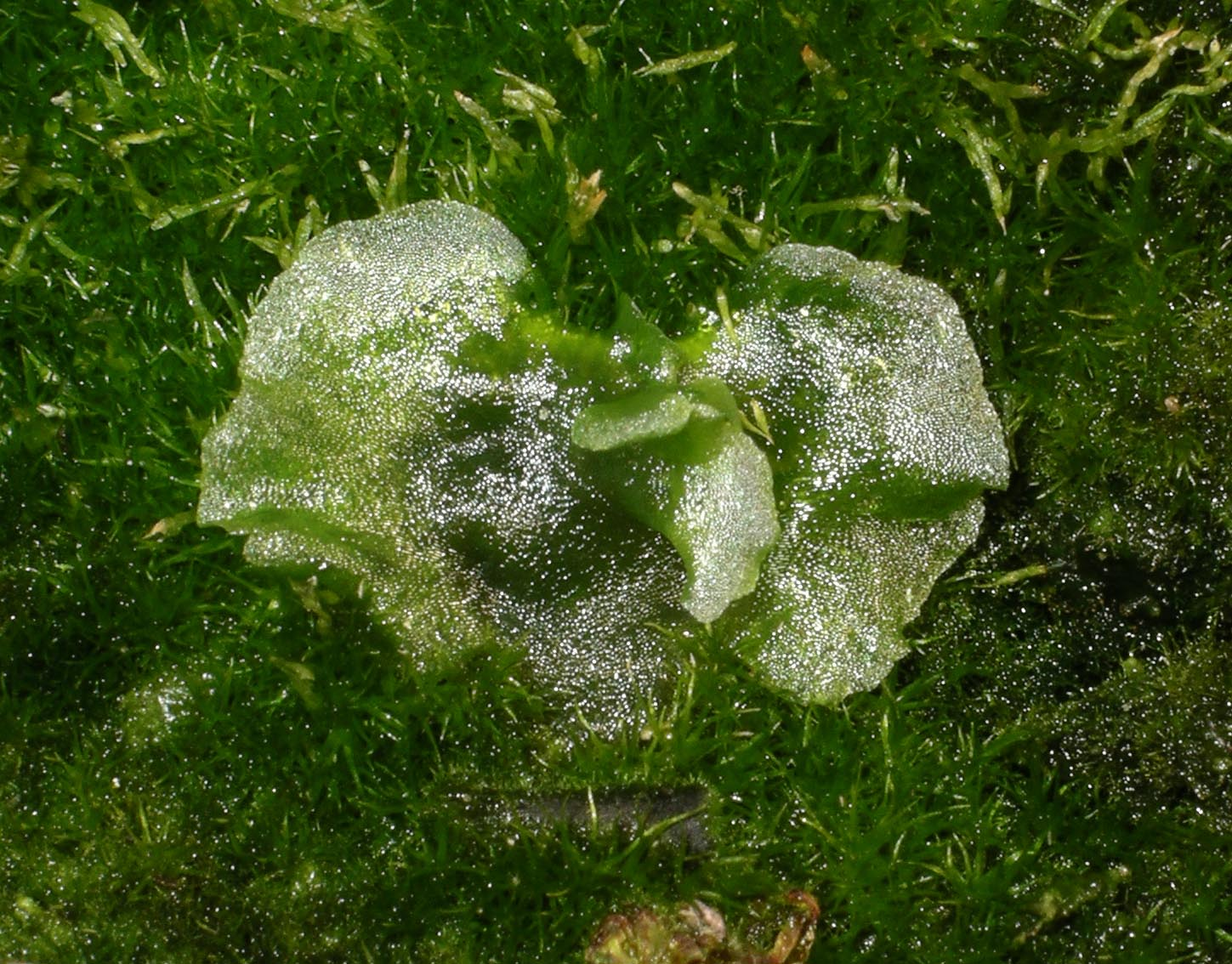
Prothalle

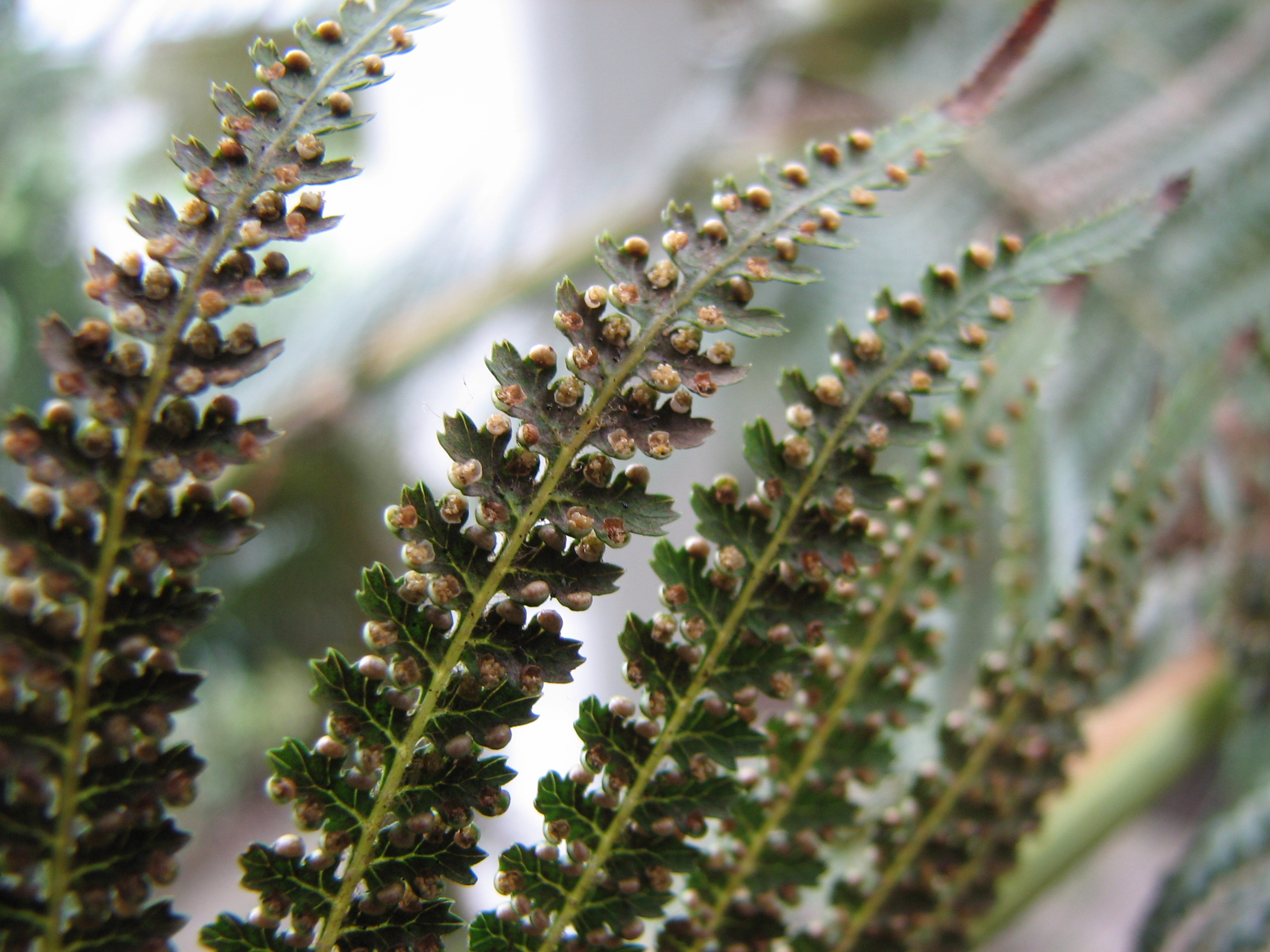
Sores

La reproduction de cette espèce se fait principalement à partir de spores, mais elle peut aussi être cultivée à partir des plantules se produisant autour de la base du rhizome.
En culture, elle peut aussi être cultivée en "coupe", une méthode qui ne doit pas être encouragée à moins que la fougère ne soit condamnée à mourir dans sa position actuelle. Il faut scier le tronc en biais, généralement au niveau du sol, et enlever les feuilles. La partie supérieure formera des racines et se régénérera mais la base va mourir.

## Répartition et habitat
Cette espèce est originaire de Nouvelle-Galles du Sud, de Tasmanie et du Victoria en Australie
Elle pousse à l'état sauvage sur les pentes boisées et dans les vallées humides, toujours au-dessus de 1000 m d’altitude et parfois à haute altitude dans les forêts de nuages. Dicksonia antarctica est la fougère arborescente la plus commune d'Australie.
La plante peut croître dans les sols acides, neutres ou alcalins. Elle peut pousser dans les régions semi-ombragées. Elle résiste bien à la sécheresse mais préfère un sol humide.

## Nomenclature et systématique
Cette espèce fut scientifiquement décrite pour la première fois en 1806 par le botaniste français Jacques-Julien Houtou de La Billardière dans le 2e volume de son Novae Hollandiae Plantarum Specimen. En 1836, le botaniste tchèque Karel Bořivoj Presl proposa de transférer l'espèce dans le genre Balantium, créé en 1824 par Georg Friedrich Kaulfuss et de nos jours invalide, mais cette proposition ne fut pas retenue.

## Statut légal
Cette espèce a été protégée de la surexploitation en annexe II de la CITES jusqu'en 2000, date à laquelle seules les espèces des continents américains ont conservé cette protection.

## Culture
Elle est particulièrement adaptée à la plantation en jardin et à des fins d'aménagement paysager. Comme plante ornementale, elle est rustique supportant environ -5 °C[réf. nécessaire], résistant à l'extérieur dans les zones les plus douces de Grande-Bretagne où elle prospère et souvent se multiplie seule dans les jardins de Cornouailles[réf. nécessaire].
Il est préférable de laisser les frondes anciennes sur la tige pour protéger le tronc du froid et de la dessiccation. Une protection hivernale du tronc est recommandée par temps froid intense et prolongé.
Elle se développe mieux dans les zones de précipitations supérieures à 1 m par an[réf. nécessaire] mais vit dans de plus faible zones de précipitations dans les ravines humides. Elle est tolérante au feu et repousse facilement après avoir été déplacée. Cette plante peut fournir un habitat pour les plantes épiphytes et fournit également des abris pour les espèces plus délicates de fougère qui peuvent s'épanouir en dessous.
Il faut la planter dans un  sol riche en matières organiques et fortement et régulièrement la pailler et l'arroser. Dicksonia antarctica exige généralement une pluviométrie minimale de 500 mm par an[réf. nécessaire]. Dans les climats secs, une irrigation goutte à goutte ou d'un système de pulvérisation aérienne est la méthode la plus efficace d'arrosage.

## Récolte
Les grands plants de Dicksonia antarctica disponibles à la vente proviennent de forêts anciennes de Tasmanie[réf. nécessaire], et peuvent avoir des centaines d'années[réf. nécessaire].

## Comestibilité
Elle peut être utilisée comme aliment, avec la moelle de la plante pouvant être mangée cuite ou crue.[réf. nécessaire] C'est une bonne source d'amidon.